# Dólar canadense
O dólar canadense (português brasileiro) ou dólar canadiano (português europeu) é a moeda do Canadá, cujo código ISO 4217 é CAD. É normalmente abreviado com o símbolo $ ou C$. Cada cem centavos ou cêntimos formam um dólar canadense. Existem moedas de 1 (popularmente chamadas de penny, em português péni), 5 (nickel), 10 (dime), 25 (quarter), 50 (50¢ piece, muito raras no mercado) centavos e moedas de 1 (loonie) e 2 (toonie) dólares. A moeda de 10 centavos é menor do que a de 5 centavos. As moedas de 1 dólar têm a mobelha-grande, uma ave gaviforme.
As notas podem ser de 5, 10 , 20 , 50 ou 100 dólares.
Historicamente, a cotação do dólar canadense se mantém abaixo do dólar americano. Contudo, após a crise do subprime, o Banco Central dos Estados Unidos, na tentativa de aquecer sua economia, utiilizou uma prática monetária conhecida como Quantitative Easing injetando uma enorme quantidade de dólares americanos na economia mundial e com isso derrubando sua cotação em relação a várias moedas do mundo, inclusive o dólar canadense.
Em 3 de janeiro de 2022, a cotação do dólar canadense era de US$ 0,79, de 0,69 € e de R$ 4,40.

## História
A década de 1850 no Canadá foi uma década de debate sobre a adoção de um sistema monetário baseado em libras esterlinas ou um sistema monetário decimal baseado no dólar americano. As províncias britânicas norte-americanas, por questões de praticidade em relação ao crescente comércio com os vizinhos Estados Unidos, desejavam assimilar suas moedas com a unidade americana, mas as autoridades imperiais em Londres ainda preferiam a libra esterlina como moeda única em todo o império britânico. As províncias britânicas da América do Norte, no entanto, gradualmente adotaram moedas vinculadas ao dólar americano.
| Moeda                             | Datas em uso    | Valor em libras esterlinas (pré-decimal) | Valor em dólares canadenses |
| --------------------------------- | --------------- | ---------------------------------------- | --------------------------- |
| Libra canadense                   | 1841 - 1858     | 16s 5.3d                                 | $4                          |
| Dólar canadense                   | 1858 - presente | 4s 1.3d                                  | $1                          |
| Dólar de Novo Brunswick           | 1860 - 1867     | 4s 1.3d                                  | $1                          |
| Dólar da Colúmbia Britânica       | 1865 - 1871     | 4s 1.3d                                  | $1                          |
| Dólar da Ilha do Príncipe Eduardo | 1871 - 1873     | 4s 1.3d                                  | $1                          |
| Dólar da Nova Escócia             | 1860 - 1871     | 4s                                       | $0.973                      |
| Dólar da Terra Nova               | 1865 - 1895     | 4s 2d                                    | $1.014                      |
| Dólar da Terra Nova               | 1895 - 1949     | 4s 1.3d                                  | $1                          |

### Província do Canadá
Em 1841, a Província do Canadá adotou um novo sistema baseado na classificação de Halifax. A nova libra canadense era igual a quatro dólares americanos (92,88 grãos de ouro), fazendo £1 esterlina igual a £1,4s.4d. Canadense. Assim, a nova libra canadense valia 16 xelins e 5,3 pence esterlinas.
Em 1851, o Parlamento da Província do Canadá aprovou um ato com o objetivo de introduzir uma unidade baseada em libras esterlinas em conjunto com a moeda fracionária decimal. A ideia era que as moedas decimais correspondessem a quantias exatas em relação à moeda fracionária do dólar americano.
Em resposta às preocupações britânicas, em 1853, um ato do Parlamento da Província do Canadá introduziu o padrão-ouro na colônia, baseado tanto no soberano de ouro britânico quanto nas moedas de ouro americanas. Este padrão-ouro foi introduzido com o soberano de ouro tendo curso legal em £ 1 = US$ 4,86 + 2⁄3. Nenhuma cunhagem foi prevista sob o ato de 1853. A moeda esterlina tornou-se moeda legal e todas as outras moedas de prata foram desmonetizadas. O governo britânico, em princípio, permitiu uma cunhagem decimal, mas, no entanto, manteve a esperança de que uma unidade esterlina fosse escolhida sob o nome de "real". No entanto, em 1857, foi tomada a decisão de introduzir uma moeda decimal na Província do Canadá em conjunto com a unidade do dólar americano. Assim, quando as novas moedas decimais foram introduzidas em 1858, a moeda da colônia tornou-se alinhada com a moeda dos EUA, embora o soberano de ouro britânico continuasse a permanecer com curso legal à taxa de £ 1 = CAD $ 4,86 + 2⁄3 até a década de 1990 . Em 1859, os selos postais coloniais canadenses foram emitidos pela primeira vez com denominações decimais. Em 1861, os selos postais canadenses foram emitidos com as denominações mostradas em dólares e centavos.

### Novo Brunswick e Nova Escócia
Em 1860, as colônias de Novo Brunswick e Nova Escócia seguiram a Província do Canadá ao adotar um sistema decimal baseado na unidade do dólar americano.

### Terra Nova
Terra Nova foi decimal em 1865, mas ao contrário da Província do Canadá, New Brunswick e Nova Escócia, decidiu adotar uma unidade baseada no dólar espanhol em vez do dólar americano, e houve uma pequena diferença entre essas duas unidades. O dólar americano foi criado em 1792 com base no peso médio de uma seleção de dólares espanhóis usados. Como tal, o dólar espanhol valia um pouco mais do que o dólar americano e, da mesma forma, o dólar da Terra Nova, até 1895, valia um pouco mais do que o dólar canadense.

### Columbia Britânica
A Colônia da Colúmbia Britânica adotou o dólar da Colúmbia Britânica como moeda em 1865, a par com o dólar canadense. Quando a Colúmbia Britânica se juntou ao Canadá como sua sexta província em 1871, o dólar canadense substituiu o dólar da Colúmbia Britânica.

### Ilha Príncipe Edward
Em 1871, a Ilha do Príncipe Eduardo entrou em decimal dentro da unidade do dólar americano e introduziu moedas na denominação de 1 centavo. No entanto, a moeda da Ilha do Príncipe Eduardo foi absorvida pelo sistema canadense logo depois, quando a Ilha do Príncipe Eduardo se juntou ao Domínio do Canadá em 1873.

### Confederação
Em 1867, as províncias do Canadá, New Brunswick e Nova Escócia se uniram em uma federação chamada Canadá e as três moedas foram fundidas no dólar canadense. O Parlamento canadense aprovou a Lei da Moeda Uniforme em abril de 1871, amarrando as pontas soltas quanto às moedas das várias províncias e substituindo-as por um dólar canadense comum.

### Evolução no século 20
O padrão-ouro foi temporariamente abandonado durante a Primeira Guerra Mundial e abolido definitivamente em 10 de abril de 1933. Com a eclosão da Segunda Guerra Mundial, a taxa de câmbio para o dólar americano foi fixada em CAD$ 1,10 = US$ 1,00. Isso foi alterado para paridade em 1946. Em 1949, a libra esterlina foi desvalorizada e o Canadá seguiu, retornando a uma paridade de CAD$ 1,10 = US$ 1,00. No entanto, o Canadá permitiu que seu dólar flutuasse em 1950, quando a moeda subiu para um pequeno prêmio sobre o dólar americano na próxima década. Mas o dólar canadense caiu acentuadamente depois de 1960, antes de ser novamente atrelado em 1962 a CAD$ 1,00 = US$ 0,925. Isso às vezes era pejorativamente chamado de "Diefenbuck" ou "Diefendollar", em homenagem ao então primeiro-ministro John Diefenbaker. Essa indexação durou até 1970, com o valor da moeda flutuando desde então.